# Камерун на летних Олимпийских играх 2012
Камерун на летних Олимпийских играх 2012 года был представлен 33 спортсменами в 9 видах спорта. По итогам соревнований камерунские спортсмены не смогли завоевать ни одной олимпийской медали, однако после повторной перепроверки допинг-проб камерунская тяжелоатлетка Мадиас Нзессо, благодаря дисквалификации сразу трёх призёров в категории до 75 кг, поднялась в итоговом протоколе с 6-го на 3-е место, принеся Камеруну первую в историю олимпийскую медаль в тяжёлой атлетике.

## Медали
| Бронза |               |                                      |           |
| №      | Спортсмены    | Вид спорта (дисциплина)              | Дата      |
| 1      | Мадиас Нзессо | Тяжёлая атлетика (до 75 кг, женщины) | 3 августа |

## Результаты соревнований

### Академическая гребля
В следующий раунд из каждого заезда проходили несколько лучших экипажей (в зависимости от дисциплины). В утешительный заезд попадали спортсмены, выбывшие в предварительном раунде. В финал A выходили 6 сильнейших экипажей, остальные разыгрывали места в утешительных финалах B-F.
Мужчины
| Соревнование | Спортсмены      | Предварительный заезд | Предварительный заезд | Предварительный заезд | Отборочный заезд | Отборочный заезд | Отборочный заезд | Четвертьфинал | Четвертьфинал | Четвертьфинал | Полуфинал     | Полуфинал     | Полуфинал     | Финал   | Финал   | Итоговое место |
| Соревнование | Спортсмены      | Заезд                 | Время                 | Место                 | Заезд            | Время            | Место            | Заезд         | Время         | Место         | Заезд         | Время         | Место         | Время   | Место   | Итоговое место |
| ------------ | --------------- | --------------------- | --------------------- | --------------------- | ---------------- | ---------------- | ---------------- | ------------- | ------------- | ------------- | ------------- | ------------- | ------------- | ------- | ------- | -------------- |
| одиночки     | Пол Этиа Ндумбе | 3                     | 7:29,77               | 6                     | 1                | 7:24,15          | 5                | Не участвовал | Не участвовал | Не участвовал | Полуфинал E/F | Полуфинал E/F | Полуфинал E/F | Финал F | Финал F | 32             |
| одиночки     | Пол Этиа Ндумбе | 3                     | 7:29,77               | 6                     | 1                | 7:24,15          | 5                | Не участвовал | Не участвовал | Не участвовал | 2             | 7:58,48       | 5             | 7:46,23 | 2       | 32             |

### Водные виды спорта

#### Плавание
В следующий раунд на каждой дистанции проходят лучшие спортсмены по времени, независимо от места занятого в своём заплыве.
Мужчины
| Соревнование       | Спортсмен | Предварительные заплывы | Предварительные заплывы | Полуфиналы           | Полуфиналы           | Финал                | Финал                |
| Соревнование       | Спортсмен | Результат               | Место                   | Результат            | Место                | Результат            | Место                |
| ------------------ | --------- | ----------------------- | ----------------------- | -------------------- | -------------------- | -------------------- | -------------------- |
| 50 м вольный стиль | Пол Экане | 27,87                   | 54                      | Завершил выступление | Завершил выступление | Завершил выступление | Завершил выступление |

Женщины
| Соревнование       | Спортсмен | Предварительные заплывы | Предварительные заплывы | Полуфиналы | Полуфиналы | Финал     | Финал |
| Соревнование       | Спортсмен | Результат               | Место                   | Результат  | Место      | Результат | Место |
| ------------------ | --------- | ----------------------- | ----------------------- | ---------- | ---------- | --------- | ----- |
| 50 м вольный стиль |           |                         |                         |            |            |           |       |

### Бокс
Спортсменов — 5
Мужчины
| Спортсмены      | Соревнование | 1/16 финала                        | 1/8 финала                   | Четвертьфинал        | Полуфинал            | Финал                | Место                |
| Спортсмены      | Соревнование | Соперник Результат                 | Соперник Результат           | Соперник Результат   | Соперник Результат   | Соперник Результат   | Место                |
| --------------- | ------------ | ---------------------------------- | ---------------------------- | -------------------- | -------------------- | -------------------- | -------------------- |
| Томас Эссомба   | до 49 кг     | Абдельали Дараа (MAR) В 13-10      | Пэдди Барнс (IRL) П 10-15    | Завершил выступление | Завершил выступление | Завершил выступление | Завершил выступление |
| Меволи Абдон    | до 60 кг     | Фазлиддин Гаибназаров (UZB) П 6-11 | Завершил выступление         | Завершил выступление | Завершил выступление | Завершил выступление | Завершил выступление |
| Серж Амбомо     | до 64 кг     | Якуп Шенер (TUR) П 10-19           | Завершил выступление         | Завершил выступление | Завершил выступление | Завершил выступление | Завершил выступление |
| Кристиан Донфак | до 81 кг     | Энрико Кёллинг (GER) П 6-15        | Завершил выступление         | Завершил выступление | Завершил выступление | Завершил выступление | Завершил выступление |
| Блез Епму       | свыше 91 кг  |                                    | Мохамед Арджауи (MAR) П 8-15 | Завершил выступление | Завершил выступление | Завершил выступление | Завершил выступление |

### Тяжёлая атлетика
Спортсменов — 2
Мужчины
| Категория    | Спортсмен        | Вес    | Рывок | Рывок | Рывок | Толчок | Толчок | Толчок | Всего | Место |
| Категория    | Спортсмен        | Вес    | 1     | 2     | 3     | 1      | 2      | 3      | Всего | Место |
| ------------ | ---------------- | ------ | ----- | ----- | ----- | ------ | ------ | ------ | ----- | ----- |
| свыше 105 кг | Фредерик Фокеджу | 132.74 | 150   | 155   | 160   | 190    | 200    | 202    | 362   | 17    |

Женщины
| Категория | Спортсмен     | Вес   | Рывок | Рывок | Рывок | Толчок | Толчок | Толчок | Всего | Место |
| Категория | Спортсмен     | Вес   | 1     | 2     | 3     | 1      | 2      | 3      | Всего | Место |
| --------- | ------------- | ----- | ----- | ----- | ----- | ------ | ------ | ------ | ----- | ----- |
| до 75 кг  | Мадиас Нзессо | 74.55 | 105   | 110   | 115   | 131    | 136    | 140    | 246   | 6     |

### Футбол
Спортсменов — 18

#### Женщины
Состав команды
Результаты
Группа E
|   | Команда        | И | В | Н | П | ГЗ | ГП | +/- | Очки |
| - | -------------- | - | - | - | - | -- | -- | --- | ---- |
| 1 | Бразилия       | 1 | 1 | 0 | 0 | 5  | 0  | +5  | 3    |
| 2 | Великобритания | 1 | 1 | 0 | 0 | 1  | 0  | +1  | 3    |
| 3 | Новая Зеландия | 1 | 0 | 0 | 0 | 0  | 1  | -1  | 0    |
| 4 | Камерун        | 1 | 0 | 0 | 0 | 0  | 5  | -5  | 0    |

| 25 июля 2012 18:45 UTC+1 | \| Камерун \| 0:5 (0:2) Отчёт \| Бразилия \| \| \| Голы \| Франсиелле 6′ · Рената Коста 9′ · Марта 72′ (пен.), 87′ · Кристиане 78′ \| | Стадион: Миллениум, Кардифф Зрителей: 30 847 Судья: Йенни Палмквист     |
| Камерун                  | 0:5 (0:2) Отчёт | Бразилия                                                                |
|                          | Голы | Франсиелле 6′ · Рената Коста 9′ · Марта 72′ (пен.), 87′ · Кристиане 78′ |

| 28 июля 2012 17:15 UTC+1 | \| Великобритания \| [Отчёт] \| Камерун \| | Стадион: Миллениум, Кардифф |
| Великобритания           | [Отчёт]                                    | Камерун                     |

| 31 июля 2012 19:45 UTC+1 | \| Новая Зеландия \| [Отчёт] \| Камерун \| | Стадион: Рико Арена, Ковентри |
| Новая Зеландия           | [Отчёт]                                    | Камерун                       |